# Absolutisme moral
L'absolutisme moral est un concept éthique selon lequel il existe des actions intrinsèquement bonnes ou mauvaises. Le vol par exemple peut être considéré comme étant toujours immoral, même si commis pour le bien-être des autres (le vol de nourriture pour nourrir une famille affamée par exemple), et même s'il est commis afin de promouvoir un tel bien. L'absolutisme moral s'oppose à d'autres catégories de théories normatives éthiques telles que le conséquentialisme qui soutient que la moralité (au sens large) d'un acte dépend des conséquences ou du contexte de la loi.
L'absolutisme moral est différent de l'universalisme moral (aussi appelé « objectivisme moral »). En effet, l'universalisme moral stipule que ce qui est considéré comme bon ou mauvais n'est pas déterminé par la culture ou les opinions individuelles (contrairement au relativisme moral) ; cependant, cela ne signifie pas nécessairement que ce qui est jugé bon ou mauvais est indépendant du contexte ou des conséquences (comme c'est le cas dans l'absolutisme). L'universalisme moral est donc compatible à la fois avec l'absolutisme moral et des approches telles que le conséquentialisme.
Le philosophe américain Louis Pojman donne les définitions suivantes pour distinguer les deux positions de l'absolutisme moral et de l'universalisme :
- absolutisme moral : il existe au moins un principe qui ne doit jamais être violé
- objectivisme moral : la question se pose de déterminer si une action particulière est moralement permise ou interdite, indépendamment des normes sociales ou des opinions individuelles

Les théories éthiques qui attachent une forte importance aux droits et devoirs — comme l'éthique déontologique de Kant — sont souvent des formes d'absolutisme moral comme le sont de nombreux codes moraux religieux.

## Absolutisme moral et religion
L'absolutisme moral peut être compris dans un contexte strictement séculaire, comme dans de nombreuses formes de rationalisme moral déontologique. Cependant, de nombreuses religions ont également des positions absolutistes relativement à leur système de moralité comme dérivant de commandements divins. elles considèrent par conséquent un tel système moral comme absolu, (généralement) parfait et immuable. Beaucoup de philosophies séculières prennent également une position moralement absolutiste, arguant que les lois absolues de la morale sont inhérentes à la nature des êtres humains, à la nature de la vie en général ou de l'univers lui-même. Par exemple, quelqu'un qui croit absolument dans la non-violence estime qu'il est erroné de recourir à la violence, même dans le cas de l'auto-défense.

## Source de la traduction
- (en) Cet article est partiellement ou en totalité issu de l’article de Wikipédia en anglais intitulé « Moral absolutism » (voir la liste des auteurs).